# Nemacheilus leontinae
Nemacheilus leontinae är en fiskart som beskrevs av Lortet, 1883. Nemacheilus leontinae ingår i släktet Nemacheilus och familjen grönlingsfiskar. Inga underarter finns listade i Catalogue of Life.